# Jorge Dayas
Jorge Dayas (Oriola, 1968) és un director de cinema valencià. És llicenciat en imatge i so per la Universitat Complutense de Madrid i és resident a Sevilla. Ha dirigit diversos curtmetratges. El 1999 va dirigir el curtmetratge d'animació en 2D William Wilson, basat en el conte homònim d'Edgar Allan Poe, que va rebre l'Esment Especial del Festival de Màlaga i amb el que fou nominat al Goya al millor curtmetratge d'animació. El 2003 va dirigir el seu segon curt, Maanipai, ambientat en la civilització maia i amb el que va guanyar Premi RTVA al Millor Curt d'Animació en el Festival Internacional de Curtmetratges d'Almeria i del Premi del Jurat en el Festival Internacional de Curtmetratges de Odense (Dinamarca).
El 2007 va dirigir el curtmetratge d'animació en 3D La dama en el umbral, basat en un conte de Gaston Leroux i que va guanyar el premi especial del jurat al Festival de Cinema d'Animació d'Annecy de 2008. El 2015 va dirigir Araan nominada novament als Goya i premiada al Festival de curts de Requena. El 2019 va realitzar el curtmetratge Madrid-Atocha, on fa un record a les víctimes de l'11-M i ha estat novament seleccionada com a candidata al Goya al millor curtmetratge d'animació.

## Filmografia
- William Wilson (1999)
- Maanipai (2003)
- La dama en el umbral (2007)
- Araan (2015)
- Madrid-Atocha (2019)